# Ring ni Kakero
Ring ni Kakero (リングにかけろ, Ringu ni Kakero), ou Put It All in the Ring, é o primeiro grande sucesso criado por Masami Kurumada e foi publicado na Shonen Jump entre 1977 e 1981. Foi um dos maiores sucessos da história da Shueisha e um dos precursores do estilo Shonen, ou seja, esperança, perseverança, coragem, amizade e vitória. A obra narra a história de um jovem boxeador, Ryuuji Takane, que, com sua força de vontade e coragem, sonha em se tornar um campeão mundial de boxe. 
É um mangá cheio de duelos, amizade, esportes, poderes e técnicas especiais, e com referências à mitologia grega e às religiões orientais.
Ao todo foram publicados 25 volumes.
Há também uma sequela chamada "Ring ni Kakero 2", com um total de 26 volumes.
Entre 2004 e 2011, a Toei Animation produziu quatro temporadas de animação da primeira manga Ring ni Kakero, referentes a 4 arcos narrativos de história da manga, num total de 36 episódios.
No Japão, o mangá já vendeu mais de 13 milhões de cópias e é um dos maiores sucessos da revista Shonen Jump, uma manga de grande sucesso.

## Anime/DVD
De Ring ni Kakero eles foram produzidos uma série animada(anime) pela Toei Animation para um total de 36 episódios(2004-2011).
Esta série animada está dividida em 4 temporadas :
- Carnival Champion arc (12 episódios)
- The Pacific War arc (12 episódios)
- Shadow arc (6 episódios)
- World Tournament arc (6 episódios)

Todos 36 episodios de Ring ni Kakero foram vendidos pela Toei Animation no Japão entre 2008 e 2011 em DVD.

## Episódios de anime[1]

### Temporada 1: ArcoCampeão do Carnaval(2004)
- Episódio 1

- Título : Kagayakeru seishun(Juventude brilhante, 6 de outubro de 2004). 
- Episódio 2

- Título: さらば黄金の腕 Saraba, ougon no ude(Adeus, o Punho de Ouro, 6 de outubro de 2004). 
- Episódio 3

- Título: その名はブーメラン Sono na wa Buumeran(O seu nome é Boomerang, 13-10-2004).
- Episódio 4

- Título: チャンピオンカーニバル開幕 Chanpion Kaanibaru kaimaku(Começa o Carnaval dos Campeões, 20-10-2004). 
- Episódio 5

- Título: 唸れ！ブーメランフッ Unare! Buumeran Fukko(Rugido! O gancho do bumerangue, 27-10-2004). 
- Episódio 6

- Título: ローリングサ Rooringu Sandaa(Relâmpagos rotativos, 3-11-2004).
- Episódio 7

- Título: あした Asmita(amanhã, 10-11-2004).
- Episódio 8

- Título : 男の意地 Otoko no iji(Homens muito determinados, 17-11-2004).
- Episódio 9

- Título : 稲妻とブーメラ Inazuma to Buumeran(Relâmpagos e Boomerangs, 24-11-2004).
- Episódio 10

- Título : 運命のゴングUnmei no Gongu(O gongo do destino, 1-12-2004). 
- Episódio 11

- Título : 勝利への航海 Shouri e no koukai(Viagem para a vitória, 12-1-2004). 
- Episódio 12

- Título : 結成！黄金の日本Jr. Kessei ! Ougon no Nihon Jr.(Formazione! Golden Japan Jr., 15-01-2004). 

### Temporada 2: arco "A Guerra do Pacífico" (2006)
- Episódio 13

- Título : 始動！黄金の日本Ｊｒ.Shidou! Ougon no Nihon Jr.(Grande começo! Japão Dourado Jr., 6-04-2006).
- Episódio 14

- Título : 誓いの旗のもとChikai no Hata no Motode(A bandeira do juramento, 13-04-2006).
- Episódio 15

- Título : 出陣! ケンカチャンピオンShutsujin! Kenka Champion(Em campo! Um confronto de campeões, 20-04-2006) 
- Episódio 16

- Título : 魂を拳に宿してTamashi wo Kobushi ni Yadoshite(O Punho da Alma, 27-04-2006)
- Episódio 17

Título : 嵐を突き破れ!Arashi wo Tsukiyabure!(Através da tempestade, 4-05-2006).
- Episódio 18

- Título : 誘惑! 魔性のアイズYuuwaku! Mamono no me(Tentação! O demónio nos olhos, 11-05-2006).
- Episódio 19

- Título : 音階を駆けのぼれ!Onkai wo Kakenobare!(Corrida para o topo, 18-05-2006).
- Episódio 20

- Título : ナチュラルボーンマッドネスNachuraru Boun Madonesu(Loucura natural, 25-05-2006).
- Episódio 21

- Título : 猛虎、荒ぶるMouko, Araburu(Tigre feroz! Selvagem!, 1-06-2006).
- Episódio 22

- Título : スーパースタSuupaastaa(Super estrela, 8-06-2006).
- Episódio 23

- Título : 黒い閃光Kuroi Senkou
(Flash escuro, 15-06-2006).
- Episódio 24

- Título : そして少年は世界へと羽ばたくSoshite Shounen wa Sekai e to Habataku(É isso mesmo! O rapaz voa para o mundo, 22-06-2006).

### Temporada 3: arcoShadow(2010)
- Episódio 25

- Título : 影道一族Shadou Ichizoku(O Clã das Sombras!,  2-04-2010).
- Episódio 26

- Título : 影道の塔Kage no Tou(A torre de sombra!, 2-04-2010). 
- Episódio 27

- Título : 再集結!黄金の日本Jr.Saishuuketsu! Ougon no Nippon Jr.(Ainda reunidos! Golden Japan Jr., 7-04-2010).
- Episódio 28

- Título : 血戦!千里丘陵Kessen! Senri Kyuuryou(Guerra de sangue! Colinas de Mil Milhas, 7-04-2010).
- Episódio 29

- Título : 総帥登場Sousui Toujou(O comandante supremo aparece, 4-06-2010).
- Episódio 30

- Título : 血の戦争！千里眼(Guerra de sangue!, 4-06-2010). 

### Temporada 4: arcoTorneio Mundial(2011)
- Episódio 31

- Título : その名はスクエアー!Sono na wa Square"((Pela honra da equipa!, 10-04-2011).
- Episódio 32

- Título : 華麗なるフランKareinaru Furansu(Grande França, 10-04-2011).
- Episodio 33

- Título : フォルコメンハイForukomenhaito(Vollkommenheit, 15-04-2011).
- Episódio 34

- Título : 英雄VS天才Eiyū vs. Tensai(Herói VS Génio, 15-04-2011).
- Episódio 35

- Título: 誓いの旗Chikai no Hata(A bandeira do juramento, 12-05-2011).
- Episódio 36

- Título : さらば黄金の日本Jr. Saraba Ōgon no Nippon Jr.(Adeus Golden Japan Jr., 12-05-2011).
1. ↑  http://www.toei-anim.co.jp/tv/rin-kake1/